# Закон інерції Сильвестра
Закон інерції Сильвестра — дві дійсні симетричні матриці є конгруентними тоді і тільки тоді, коли в них однакова кількість додатних, від'ємних і нульових власних значень.

## Застосування
Щоб спростити задання білінійної форми, шукають базис в якому її матриця є діагональною.
Довільна дійсна симетрична матриця є конгруентною до деякої діагональної матриці, при чому, можна обмежитись тільки ортогональними перетвореннями {\displaystyle \ P^{-1}=P^{T}.}
І діагональна матриця буде складатись з власних значень матриці {\displaystyle \ A} (див. Подібні матриці). 
Якщо ж не обмежуватись тільки ортогональними перетвореннями, то можна добитись, що на діагоналі будуть тільки числа -1, 0, +1.

## Закон інерції для квадратичних форм
У контексті квадратичних форм, дійсну квадратичну форму Q від n змінних (або на n-вимірному дійсному векторному просторі) можна через підхожу зміну базису (через оборотне лінійне перетворення з x в y) привести до діагональної форми
{\displaystyle Q(x_{1},x_{2},\ldots ,x_{n})=\sum _{i=1}^{n}a_{i}x_{i}^{2}}
з кожним ai ∈ {0, 1, −1}. Закон інерції Сильвестра стверджує, що кількість коефіцієнтів певного знаку незмінна для Q, тобто не залежить від вибору базису діагоналізації. Геометрично, закон інерції говорить, що всі максимальні підпростори, на яких квадратична форма додатноозначена (відповідно, від'ємноозначена) мають однакову розмірність. Ці розмірності є додатнім і від'ємним індексами інерції.